# Ravensburger
Ravensburger – niemieckie przedsiębiorstwo wydawnicze z siedzibą w Ravensburgu, jeden z największych dystrybutorów gier planszowych i puzzli w Europie.
Historia spółki sięga 1883 roku, a pierwszą grę wydała w 1884 roku. Obecnie Ravensburger jest właścicielem m.in. marki Alea Spiele znanej z gier Puerto Rico czy Książęta Florencji.
Wydana przez spółkę gra Scotland Yard, która w 1983 roku została grą roku (Spiel des Jahres) sprzedała się w liczbie 3,5 mln egzemplarzy.
Do spółki Ravensburger AG należą:
- Ravensburger Buchverlag Otto Maier GmbH
- Ravensburger Digital GmbH
- Ravensburger Freizeit- und Promotion GmbH
- Ravensburger Spieleland AG (w 2012 zintegrowana z Ravensburger Freizeit- und Promotion GmbH)
- Ravensburger Spieleverlag GmbH